# Yann Cucherat
Yann Cucherat (Lyon, Francia, 2 de octubre de 1979) es un gimnasta artístico francés, subcampeón del mundo en 2005 en el ejercicio de barra horizontal.

## 2005
En el Mundial de Melbourne 2005 gana la plata en la prueba de barra horizontal o barra fija —tras el esloveno Aljaž Pegan (oro) y por delante del ucraniano Valeri Goncharov; asimismo consigue el bronce en el ejercicio de paralelas, tras el esloveno Mitja Petkovšek y el chino Li Xiaopeng.